# 8730 Iidesan
A 8730 Iidesan (ideiglenes jelöléssel 1996 VT30) a Naprendszer kisbolygóövében található aszteroida. T. Okuni fedezte fel 1996. november 10-én.